# Méthode Silva

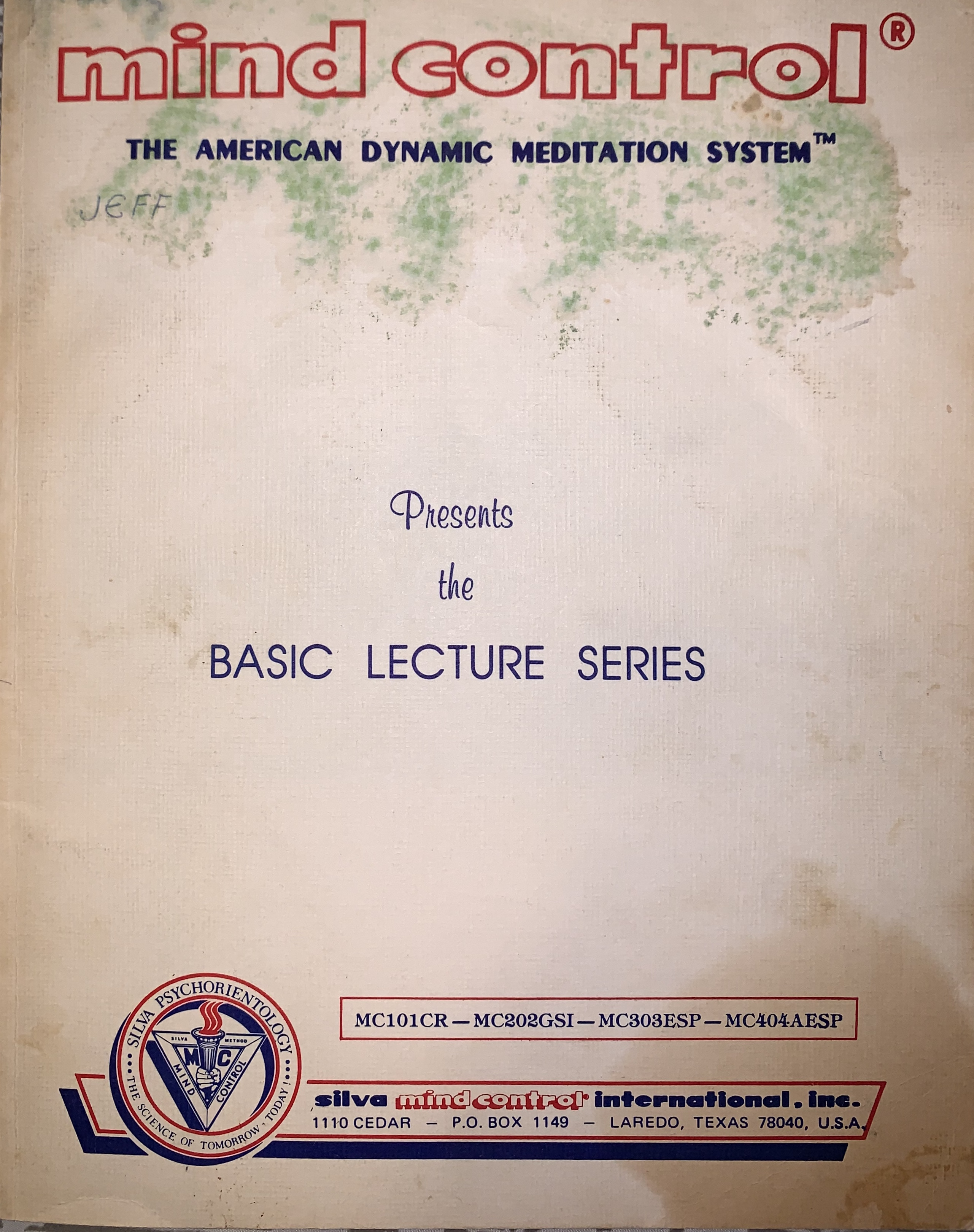
Manuel utilisé lors des conférences itinérantes de la fin des années 1970.

La méthode Silva ou méthode Silva de maîtrise du mental (Silva Mind Control) est conçue dans les années 1960 par José Silva, américain autodidacte né au Texas en 1914, comme un outil commercial pour promouvoir le contrôle mental aux particuliers et aux entreprises. Son objectif déclaré est de permettre aux individus d'améliorer la maîtrise de leurs facultés mentales et psychiques. 
En 1999, la méthode serait enseignée dans 203 pays par près de 1000 instructeurs. Elle met l'accent sur la pensée positive, la visualisation, la méditation et l’autohypnose.
En France, la méthode est citée dans le rapport parlementaire sur les sectes de 1995.
Selon le Dictionnaire sceptique : « La méthode Silva est un fatras de notions abracadabrantes constitué, à coups d’essais et d’erreurs, par José Silva (1914-1999), réparateur d’appareils électroniques féru de lectures sur la psychologie, la parapsychologie et la religion. Il a étudié l’hypnose dans l’espoir de s’en servir pour accroître le QI de ses enfants, mais il s’est rapidement intéressé au développement des capacités extralucides après qu’il s'est convaincu qu’une de ses filles possédait des dons de clairvoyance ». »